# Коваленко Максим Вікторович
Максим Вікторович Коваленко (1982 , Гола Пристань, Херсонська область ) — доцент з неорганічної хімії та керівник групи функціональних неорганічних матеріалів Федеральної вищої технічної школи Цюриху. Частина дослідницької діяльності групи проводиться в Емпа (Дюбендорф). Працює у галузі твердотільної хімії, квантових точок та інших наноматеріалів, хімії поверхні, самоскладанні, оптичній спектроскопії, оптоелектроніці та накопиченні енергії.

## Раннє життя та освіта
Максим Коваленко народився 1982 року в місті Гола Пристань, виріс в Буковині, вивчав хімію в Чернівецькому університеті. 2007 року отримав науковий ступінь кандидата наук в Лінцькому університеті в австрійському місті Лінц під керівництвом професора Вольфганга Хайса. Максим зосередився на квантових точках вузької смуги і опублікував кілька статей про HgTe, SnTe, PbSe, а також нанокристали оксиду заліза. Частина досліджень була проведена в Молекулярному ливарному заводі (Національна лабораторія Лоуренса Берклі, США).

## Академічна кар'єра та дослідження
Після отримання звання доктора, він перейшов до університету Чикаго в Чикаго штат Іллінойс як докторський науковий співробітник у групі професора Дмитра Талапіна. 2009 року Коваленко опублікував статтю в журналі Science, описавши використання неорганічних лігандів на колоїдних нанокристалах. Така неорганічна конструкція напівпровідникових нанокристалів дозволила інтегрувати їх у різноманітні електронні та оптоелектронні пристрої.
2011 року Коваленко став асистентом в ETH Zurich в Цюріху, Швейцарія. Спочатку дослідницька група зосередилась на розробці нових синтетичних підходів для нанокристалів та їх використанні в акумуляторних батареях та фотоприймачах. 2015 року група представила високолюмінесцентні нанокристали пероскітів галогеніду свинцю, а 2016—2017 року — нанокристали галогеніду свинцю галогенінію.
2016 року Коваленко став доцентом ETH Zurich і очолив свою дослідницьку групу як в ETH Zurich, так і в Empa. Відтоді дослідницька група Коваленка зосередилась на дослідженні та вдосконаленні колоїдних нанокристалів перовскіту та їхньому дослідженні як квантових джерел світла. Група також продовжує досліджувати хімію поверхні нанокристалів та нових електродних матеріалів для літій-іонних та не-Li технологій акумуляторів. Група все активніше відкриває нові напівпровідники та випромінювачі світла.
2018 року група отримала фінансову підтримку від ETH+ для створення механізму зростання та характеристики кристалів для наукових цілей, а також для навчання та навчання студентів. Досвід групи тепер включає також одночастотну спектроскопію виготовлення світлодіодів та матеріали для тестування для виявлення жорсткого випромінювання.
Коваленко працює на посаді асоційованого редактора журналу «Хімія матеріалів». У 2018—2019 роках він був головою Інституту неорганічної хімії (LAC) в ETH Zurich.

### Нагороди та визнання
- Премія Ресслера 2019[37][38]
- Високоцитований дослідник 2019[39]
- Високоцитований дослідник 2018 року[40][41]
- Грант консолідатора ERC 2018[42]
- Премія Вернера 2016[43]
- Ружицька премія 2013[44]
- ERC Starting Grants 2012[42]